# Potere di veto nel Consiglio di sicurezza delle Nazioni Unite

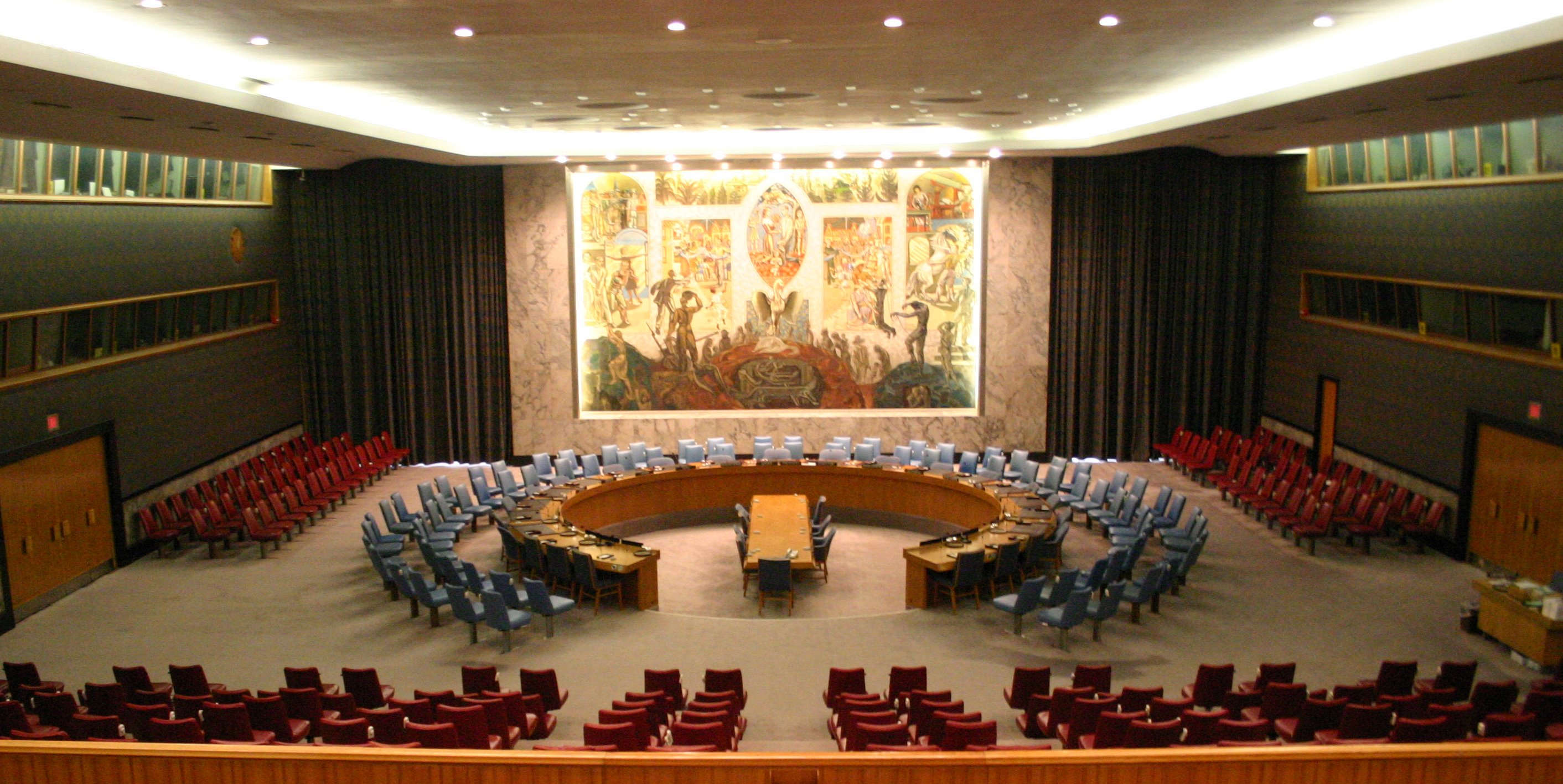
Sala del Consiglio di Sicurezza delle Nazioni Unite

Il potere di veto del Consiglio di sicurezza delle Nazioni Unite è il potere che i cinque membri permanenti del Consiglio di sicurezza delle Nazioni Unite (Cina, Francia, Russia, Regno Unito e Stati Uniti) hanno di bloccare (porre il veto) qualsiasi risoluzione "sostanziale". Tuttavia, l'astensione o l'assenza di un membro permanente non impedisce l'adozione di un progetto di risoluzione. Questo potere di veto non si applica ai voti "procedurali", come determinato dagli stessi membri permanenti. Un membro permanente può anche bloccare la scelta del Segretario Generale, sebbene non sia necessario un veto formale poiché la votazione avviene a porte chiuse.

## Carta delle Nazioni Unite
Il potere di veto ha origine nell'articolo 27 dello Statuto delle Nazioni Unite, che recita:
Art. 27 - Votazione
1. Ogni Membro del Consiglio di Sicurezza dispone di un voto.
2. Le decisioni del Consiglio di Sicurezza su questioni di procedura sono prese con un voto favorevole di nove Membri.
3. Le decisioni del Consiglio di Sicurezza su ogni altra questione sono prese con un voto favorevole di nove Membri, nel quale siano compresi i voti dei Membri permanenti: tuttavia nelle decisioni previste dal capitolo VI e dal paragrafo 3 dell’articolo 52, un Membro che sia parte di una controversia deve astenersi dal voto.[2]

Un voto negativo di uno qualsiasi dei membri permanenti blocca l'adozione di un progetto di risoluzione. Tuttavia, un membro permanente che si astenga o sia assente dal voto non ostacolerà l'adozione di una delibera.
Sebbene il "potere di veto" non sia menzionato per nome nella Carta delle Nazioni Unite, l'articolo 27 richiede il concorso dei voti dei membri permanenti. Per questo motivo, il "potere di veto" è indicato anche come il principio di "unanimità delle grandi potenze" e lo stesso veto è talvolta indicato come il "grande potere di veto".

## Origini
Già nel 1945 l'idea di un veto sulle azioni delle organizzazioni internazionali non era nuova. Nella Società delle Nazioni, ogni membro del Consiglio della Società delle Nazioni aveva il diritto di veto su qualsiasi questione non procedurale. Alla fondazione della Società delle Nazioni c'erano 4 membri permanenti e 4 non permanenti. Il Consiglio della Società delle Nazioni fu ampliato nel 1936 con 4 membri permanenti e 11 non permanenti, il che significava che c'erano 15 paesi con potere di veto. L'esistenza di un numero così elevato di veti rendeva molto difficile per la Società delle Nazioni trovare un accordo su molte questioni.
Il veto fu il risultato di un'ampia discussione avvenuta durante i negoziati per la formazione delle Nazioni Unite presso Dumbarton Oaks (agosto-ottobre 1944) e Yalta (febbraio 1945). L'evidenza è che gli Stati Uniti, l'Unione Sovietica, il Regno Unito e la Cina hanno tutti favorito il principio dell'unanimità, non solo per il desiderio che le maggiori potenze agissero insieme, ma anche per proteggere i propri diritti sovrani e interessi nazionali. Harry S. Truman, che divenne presidente degli Stati Uniti nell'aprile del 1945, scrisse: "Tutti i nostri esperti, civili e militari, erano favorevoli e senza un tale veto nessun accordo sarebbe passato al Senato".

## Controversie
Il potere di veto è controverso. I sostenitori lo considerano un promotore della stabilità internazionale, un freno agli interventi militari, e una salvaguardia fondamentale contro il dominio degli Stati Uniti. I critici affermano che il veto è l'elemento più antidemocratico delle Nazioni Unite, nonché la principale causa di inazione nei confronti dei crimini di guerra e dei crimini contro l'umanità, poiché impedisce efficacemente l'azione delle Nazioni Unite contro i membri permanenti e i loro alleati.
La condizione di privilegio dei membri permanenti del Consiglio di sicurezza, titolari del diritto di veto, è stata criticata anche in nome del principio dell'uguaglianza giuridica degli Stati e della disposizione dell'art. 27, par. 3, della Carta dell'ONU (recante la regola ai sensi della quale lo Stato membro del Consiglio che sia parte in una controversia dal Consiglio trattata debba astenersi dal voto).